# 푸아송 괄호
푸아송 괄호(영어: Poisson bracket)란 해밀턴 역학에서 쓰이는 중요한 연산자로, 어떤 물리량의 시간적 변화를 기술하는 데 중요한 역할을 하고 있다. 좀 더 일반적인 방법으로, 푸아송 괄호는 푸아송 다양체의 푸아송 대수를 정의하는 데 쓰인다. 위의 푸아송과 관련된 이름을 가진 것들은 모두 프랑스의 물리학자이자 수학자인 푸아송의 이름에서 따온 이름들이다.

## 정의
일반화 좌표 {\displaystyle (q_{i},\;p_{i},\;t)}에서, 다음과 같은 두 함수 {\displaystyle F(q_{i},\;p_{i},\;t)}, {\displaystyle G(q_{i},\;p_{i},\;t)}에 대해 푸아송 괄호는 다음과 같이 정의된다.
{\displaystyle \{F,\;G\}=\sum _{i}\left[{\partial F \over \partial q_{i}}{\partial G \over \partial p_{i}}-{\partial F \over \partial p_{i}}{\partial G \over \partial q_{i}}\right]}
몇몇 경우에는 다음과 같이 푸아송 괄호를 정의하기도 하므로 유의하자.
{\displaystyle \{F,\;G\}=\sum _{i}\left[{\partial F \over \partial p_{i}}{\partial G \over \partial q_{i}}-{\partial F \over \partial q_{i}}{\partial G \over \partial p_{i}}\right]}
두 정의의 차이점은 서로 부호가 반대이다는 점 뿐이다. 여기서는 첫 번째 정의를 사용하는 것으로 하자.

## 성질
일반화 좌표 {\displaystyle (q_{i},\;p_{i},\;t)}에서, 다음과 같은 세 함수 {\displaystyle A(q_{i},\;p_{i},\;t)}, {\displaystyle B(q_{i},\;p_{i},\;t)}, {\displaystyle C(q_{i},\;p_{i},\;t)}에 대해 푸아송 괄호는 다음과 같은 반대칭성을 가진다.
{\displaystyle \{A,\;B\}=-\{B,\;A\}}
또한 다음과 같은 야코비 항등식을 만족한다.
{\displaystyle \{A,\;\{B,\;C\}\}+\{B,\;\{C,\;A\}\}+\{C,\;\{A,\;B\}\}\ =\ 0}
일반화 좌표 {\displaystyle q_{i}}와 일반화 운동량 {\displaystyle p_{i}}사이의 푸아송 괄호에선 다음과 같은 성질이 성립하며
{\displaystyle \{p_{i},\;q_{j}\}=\delta _{ij}}
{\displaystyle \{p_{i},\;p_{j}\}=\{q_{i},\;q_{j}\}=0}
함수 {\displaystyle A(q_{i},\;p_{i},\;t)}와 일반화 좌표 {\displaystyle q_{i}}와 운동량 {\displaystyle p_{i}}사이의 푸아송 괄호에선 다음과 같은 성질이 성립한다.
{\displaystyle \{A,\;q_{i}\}=-{\partial A \over \partial p_{i}}}
{\displaystyle \{A,\;p_{i}\}={\partial A \over \partial q_{i}}}

## 해밀턴 방정식과 푸아송 괄호
푸아송 괄호를 이용해 해밀턴 역학의 운동 방정식들을 나타낼 수 있다. 일반화 좌표 {\displaystyle (q_{i},\;p_{i},\;t)}에서의 해밀턴 방정식
{\displaystyle {\dot {p}}_{i}=-{\frac {\partial H}{\partial q_{i}}}}
{\displaystyle {\dot {q}}_{i}=~~{\frac {\partial H}{\partial p_{i}}}}
은 푸아송 괄호를 이용하면 다음과 같이 쓸 수 있다.
{\displaystyle {\dot {p}}_{i}=-\{H,\;p_{i}\}}
{\displaystyle {\dot {q}}_{i}=-\{H,\;q_{i}\}}
원래의 해밀턴 방정식에선 일반화 좌표 {\displaystyle q_{i}}와 일반화 운동량 {\displaystyle p_{i}}사이에 무언가 대칭성이 있음을 유추할 수 있지만, 부호가 달랐다. 하지만 푸아송 괄호를 통한 해밀턴 방정식에선 {\displaystyle q_{i}}와 {\displaystyle p_{i}}사이에 대칭성이 있음을 확인할 수 있다.

## 운동상수와 푸아송 괄호
만약 어떤 동역학적 물리량 {\displaystyle F(q_{i},\;p_{i},\;t)}가 운동상수, 즉 보존되는 물리량
{\displaystyle {dF \over dt}=0}
이라면 물리량이 시간에 대한 직접적인 함수가 아니며
{\displaystyle {\partial F \over \partial t}=0}
해밀토니안 {\displaystyle H}와 물리량 {\displaystyle F}의 푸아송 괄호가 0이 되어야 한다.
{\displaystyle \{H,\;F\}=0}
이는, 맨 첫 번째 방정식을 연쇄법칙을 이용해 전개하고 해밀턴 방정식을 대입하면 증명할 수 있다.
{\displaystyle {\begin{aligned}0&={\frac {d}{dt}}F(q_{i},\;p_{i})\\&=\sum _{i}\left[{\frac {\partial F}{\partial q_{i}}}{\frac {dq_{i}}{dt}}+{\frac {\partial F}{\partial p_{i}}}{\frac {dp_{i}}{dt}}\right]\\&=\sum _{i}\left[{\frac {\partial F}{\partial q_{i}}}{\frac {\partial H}{\partial p_{i}}}-{\frac {\partial F}{\partial p_{i}}}{\frac {\partial H}{\partial q_{i}}}\right]\\&=\{F,\;H\}\\&=-\{H,\;F\}\end{aligned}}}

## 물리량의 시간적 변화
어떤 동역학적 물리량 {\displaystyle F(q_{i},\;p_{i},\;t)}가 주어졌을 때, 위상 공간에서 이 물리량의 시간에 따른 변화는 다음과 같이 쓸 수 있다.
{\displaystyle {\frac {d}{dt}}F(q_{i},\;p_{i}\;,t)={\frac {\partial F}{\partial t}}+\sum _{i}\left[{\frac {\partial F}{\partial q_{i}}}{\frac {dq_{i}}{dt}}+{\frac {\partial F}{\partial p_{i}}}{\frac {dp_{i}}{dt}}\right]}
여기에 해밀턴 방정식 {\displaystyle {\dot {q}}_{i}={\partial H}/{\partial p_{i}}} 와 {\displaystyle {\dot {p}}_{i}=-{\partial H}/{\partial q_{i}}}을 대입하면
{\displaystyle {\begin{aligned}{\frac {d}{dt}}F(q_{i},\;p_{i},\;t)&={\frac {\partial F}{\partial t}}+\sum _{i}\left[{\frac {\partial F}{\partial q_{i}}}{\frac {\partial H}{\partial p_{i}}}-{\frac {\partial F}{\partial p_{i}}}{\frac {\partial H}{\partial q_{i}}}\right]\\&={\frac {\partial F}{\partial t}}-\{H,\;F\}\end{aligned}}}
이 된다. 따라서 물리량 {\displaystyle F}의 시변(시간변화 부분)은
{\displaystyle {\frac {d}{dt}}F=\left({\frac {\partial }{\partial t}}-\{H,\;\cdot \}\right)F}
와 같이 쓸 수 있다. 여기서 연산자 {\displaystyle -\{H,\;\cdot \}}는 리우빌리안이라 불리기도 한다.

## 같이 보기
- 푸아송 대수
- 해밀턴 역학
- 교환자
- 라그랑주 괄호

## 참고 문헌
- 문희태(2006), 『개정판 고전역학』, 서울 : 서울대학교출판부, 317-9쪽.